# NGC 4926
NGC 4926 este o liner situată în constelația Părul Berenicei. A fost descoperită în 6 aprilie 1864 de către Heinrich Louis d'Arrest. Se află la o distanță de 100,46 megaparseci de Pământ.